# 贝希特斯加登附近拉姆绍
贝希特斯加登附近拉姆绍是德国巴伐利亚州的一个市镇。总面积129.17平方公里，总人口1816人，其中男性902人，女性914人（2011年12月31日），人口密度14人/平方公里。